# Josia mitis
Josia mitis är en fjärilsart som beskrevs av J. Peter Maassen 1890. Josia mitis ingår i släktet Josia och familjen tandspinnare. Inga underarter finns listade i Catalogue of Life.